# Габонская гадюка
Габо́нская гадю́ка, или касса́ва (лат. Bitis gabonica) — ядовитая змея из рода африканских гадюк. Распространена в дождевых тропических и субтропических лесах, во вторичных лесах, в саванновых редколесьях в Западной, Центральной, Южной, а также Восточной Африке. Предпочитает влажные места обитания. Это одна из наиболее крупных и толстых гадюк, в длину достигает 1,8 м, а по некоторым данным, и более 2 м. Обхват туловища до 47 см. Голова очень большая и широкая, треугольной формы, отграничена от туловища узкой шеей. Характерная деталь головы: приподнятые щитки между ноздрями в виде рожек, особенно хорошо заметные у особей из западной части ареала. Окраска всего тела имитирует лесную подстилку из пожухлых листьев.
Выделяется спокойным характером, редко реагируя на внешние раздражители — по этой причине случаи нападения на человека единичны. Несмотря на это, укус змеи представляет серьёзную опасность. Без немедленной медицинской помощи токсины в яде кассавы вызывают ряд системных нарушений в организме, которые могут закончиться летальным исходом. Для лечения используют стандартные сыворотки против яда именно этого вида. Рацион в основном состоит из грызунов (мыши, крысы), в меньшей степени из других млекопитающих, птиц, ящериц и лягушек. Метаболизм медленный, как и у большинства змей. Живородящая змея, размножается раз в два или три года. В выводке обычно до 24, в редких случаях до 60 детёнышей.

## Описание
Непропорционально толстая для своей длины змея с широкой, плоской, треугольной головой, маленькими глазами и коротким хвостом. Длина взрослой змеи, как правило, варьирует в пределах от 80 до 120 см, но встречаются и более крупные экземпляры. Например, в 1973 году была поймана особь длиной 180 см и весом 11,3 кг, при этом её желудок оказался пустым. Известный американский охотник и писатель Питер Кэпстик в книге «The Last Ivory Hunter» утверждает, что в Сьерра-Леоне была убита гадюка длиной 6 футов и 8,5 дюймов (около 210 см), однако эта информация не была документально подтверждена.
Голова выделяется своеобразным украшением: парой торчащих шиповидных чешуек в виде рожек, которые расположены впереди между приподнятыми ноздрями. У гадюк, обитающих в западной части ареала, эти «рожки» крупные и загнуты назад, тогда как у остальных едва заметны. Вследствие этого различия были определены два подвида: первых назвали Bitis gabonica rhinoceros (rhinoceros — англоязычное название носорога), вторых — Bitis gabonica gabonica. Глаза подвижные, расположены в передней части головы, окружены 15—21 щитками. Остальной рисунок головы выглядит следующим образом: щитков межглазничных 12—16, верхнегубных 13—18, нижнегубных 16—22. Длина ядовитых зубов больше, чем у любой другой змеи: до 40 мм (по некоторым источникам, до 55 мм). Радужная оболочка может быть светло-серого, желтоватого или оранжевого цвета.
Окраска имитирует старую опавшую листву и другие гниющие части растений на фоне красно-бурого грунта так, что змея почти сливается с окружающей средой. Голова светло-серая с тёмной продольной отметиной на темени, чёрными пятнами в задних углах и радиально расходящимися тёмными полосами от глаз к разрезу пасти. На спине можно разглядеть чёткий геометрический узор, состоящий из прямоугольников, треугольников и ромбов, которые окрашены в яркие и сочные оттенки жёлтого, багрового, розового и коричневого цветов. Брюхо грязно-белое с неравномерно разбросанными чёрными или коричневыми пятнами.

## Распространение

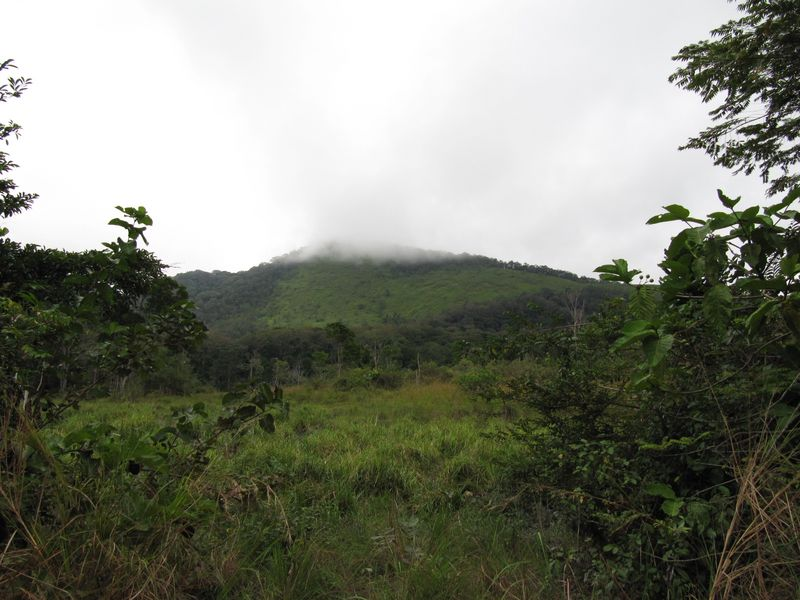
Национальный парк Лопе в Габоне — традиционное место обитания габонской гадюки

Основной участок ареала восточного подвида находится в Центральной Африке от Бенина к востоку до Южного Судана, к югу до северной Анголы и Замбии. Средние и мелкие очаги распространения отмечены в восточной Танзании, Малави, Мозамбике, Зимбабве и южно-африканской провинции Квазулу-Натал. Родиной западного «рогатого» подвида считаются популяции, обитающие на западе континента в Гвинее, Сьерра-Леоне, Кот-д’Ивуаре, Либерии и Гане.
В экваториальной Африке населяет влажные тропические и другие, примыкающие к ним, леса, плантации какао, а также саванновые редколесья. В Танзании встречается в зарослях вторичного леса, на плантациях кешью и других древесных сельскохозяйственных культур. В Уганде и Замбии селится в вечнозелёных лесах и близлежащих сырых лугах. В Южной Африке встречается только в районах с высоким уровнем осадков, главным образом в полосе субтропического леса в восточной части материка. В сравнении с близкородственной шумящей гадюкой кассава предпочитает более влажные и лесистые биотопы. В предгорьях встречается до 1500 м над уровнем моря.

## Особенности поведения
Габонская гадюка имеет репутацию очень медлительной змеи, неохотно реагирующей на внешние раздражители. В 5 томе энциклопедии «Жизнь животных», подготовленном под редакцией известного советского биолога А. Г. Банникова подчёркивается, что местные ловцы змей спокойно хватают кассаву голыми руками за шею или хвост, при этом в подавляющем большинстве случаев та остаётся безучастной к происходящему, несмотря на свои возможности защиты. Однако укусы, которые всё же изредка случаются, могут привести к тяжёлым последствиям вплоть до летального исхода. Будучи потревоженной и испуганной, змея громко шипит, слегка сплющивая голову на выдохе, но нападает только в крайнем случае.
Рептилия, как правило, подолгу лежит без признаков жизни, карауля добычу из засады. Она также может отправиться на дальние поиски корма, особенно в первую половину ночи: так, окрестностях города Кумаси в Гане гадюка нередко гибнет под лошадиными копытами возле конюшен, которые находятся на расстоянии до 500 м от ближайшего леса. Змея покидает типичные биотопы и охотится на крыс на открытой местности.
Передвигается медленно и, как правило, прямолинейно — без изгибов тела, как большинство змей. На коротких дистанциях способна увеличить скорость за счёт зигзагообразных движений. Американский герпетолог Рэймонд Дитмарс описал так называемый «боковой ход» кассавы, больше характерный для хвостатой гадюки (Bitis caudalis) и некоторых пустынных видов, таких как песчаная эфа и рогатый гремучник (Crotalus cerastes): при таком способе змея передвигается по диагонали, приспосабливаясь к зыбкому песчаному грунту.

## Питание

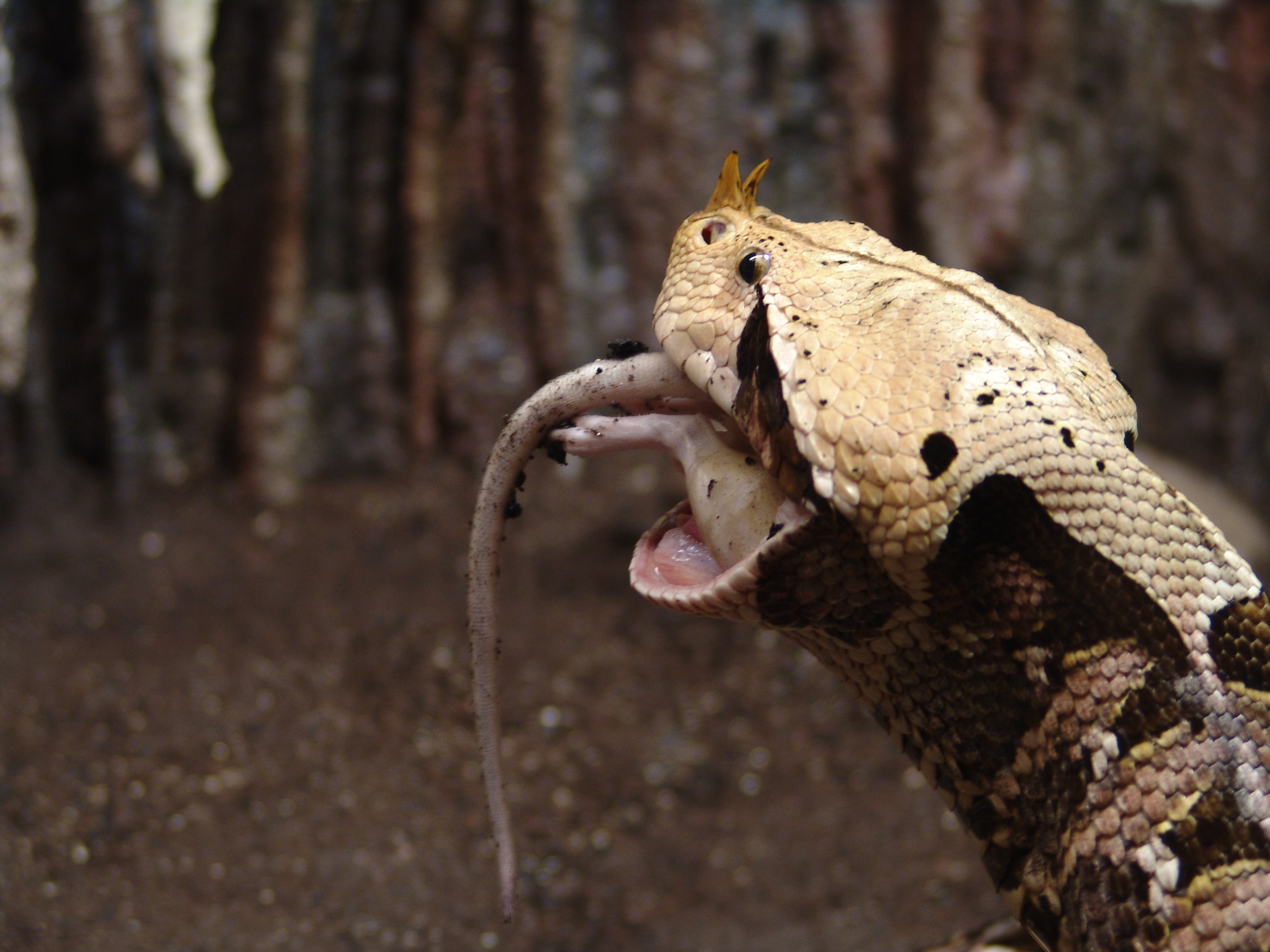
Грызуны — основная пища кассавы

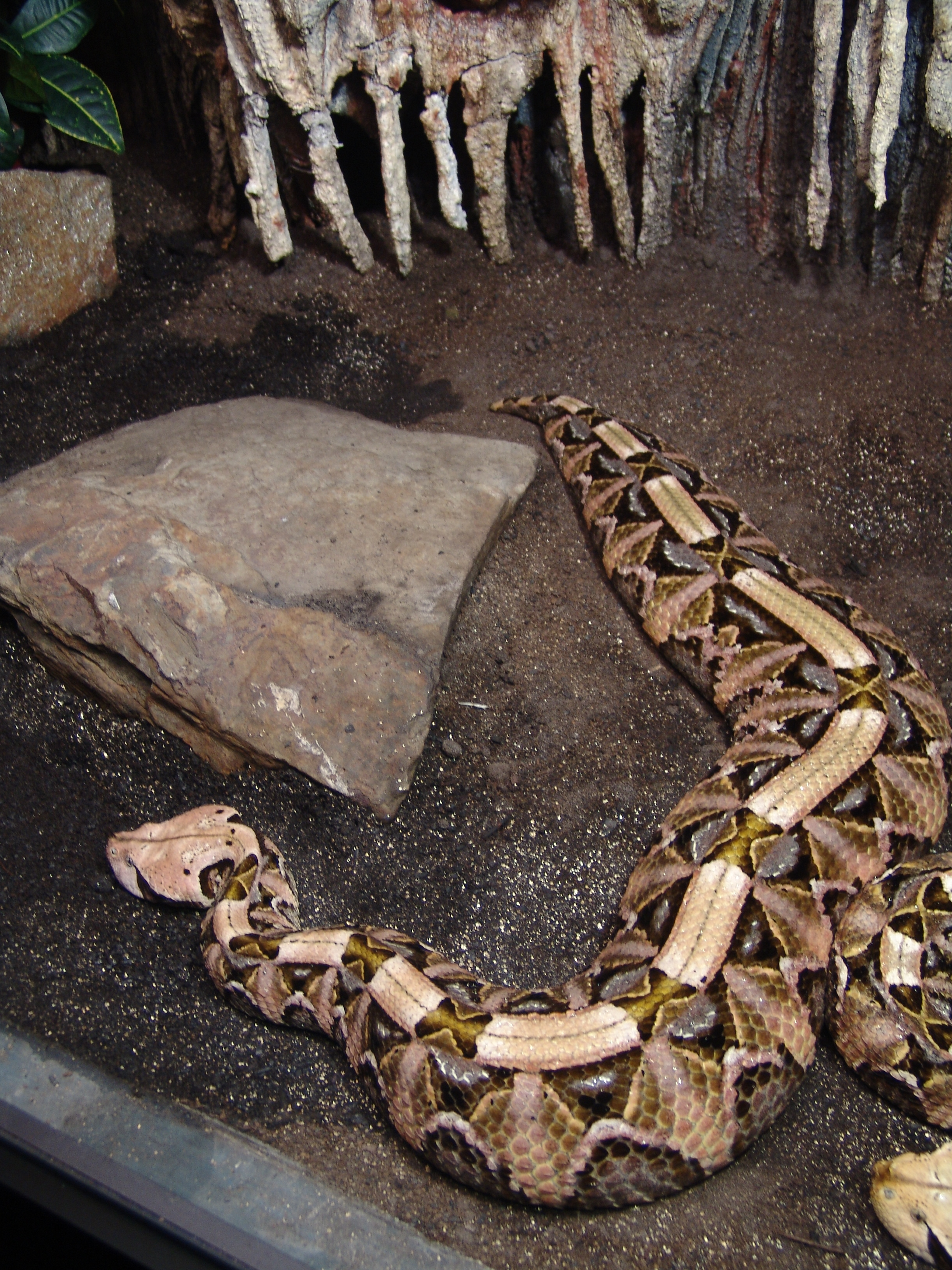
Общий вид змеи

Охотится в тёмное время суток, главным образом на грызунов и других наземных млекопитающих, и в меньшей степени на птиц, ящериц и лягушек. В одном из исследований, проведённых на юге Нигерии, содержимое желудков взрослых змей на 93,9 % состояло из останков небольших млекопитающих, из которых 87,8 % принадлежало грызунам и 6,1 % — землеройкам. Молодые особи чаще охотились на ящериц и новорожденных мышей. Источники утверждают, что благодаря своим размерам кассава может выбрать и более крупную добычу размером до взрослого зайца. Известны также случаи нападения на древесных обезьян, кистехвостых дикобразов (Atherurus) и даже карликовую антилопу. Змея атакует молниеносно и с любого угла относительно положения тела, затем удерживает добычу с помощью зубов (другие гадюки отпускают и преследуют жертву до тех пор, пока та не погибает от воздействия яда).

## Размножение
Пик брачной активности приходится на дождливый сезон. Возбуждённые самцы нередко вступают друг с другом в схватку: каждая змея пытается прижать голову другой к земле, при этом подняв свою на высоту 20—30 см. Змеи громко шипят и настолько сильно переплетаются, что их можно принять за спаривающихся самца и самку, хотя это всего лишь турнир двух мужских особей, пытающихся добиться расположения самки. В условиях террариума такая борьба может вспыхивать до 5 раз в неделю, пока не заканчивается спариванием одного из самцов с самкой.
Самка даёт потомство раз в 2 или 3 года. Как и большинство других гадюк, вынашивает яйца в своём теле (см. яйцеживорождение). Беременность длится около семи месяцев, при этом её начало может быть отложено: самка способна удерживать сперму самца в течение нескольких месяцев, прежде чем происходит оплодотворение. Чаще всего молодые змейки появляются на свет в конце лета; их длина варьирует в пределах от 25 до 32 см, масса от 25 до 45 г. В помёте от 8 до 43 детёнышей, у восточного подвида может достигать 60. Тем не менее, количество молодых редко превышает 24 особи.

## Яд
Габонская гадюка обитает в малопосещаемых человеком биотопах, активна в ночное время и по природе не агрессивна — по совокупности этих факторов её нападение случается редко. Большинство известных случаев связаны либо со случайным наступанием на змею, либо с сознательной провокацией и неосторожным поведением, в том числе при содержании в неволе. Яд змеи обладает высокой токсичностью и смертельно опасен для человека, укус змеи требует немедленного обращения за медицинской помощью, даже при незначительных первоначальных симптомах.

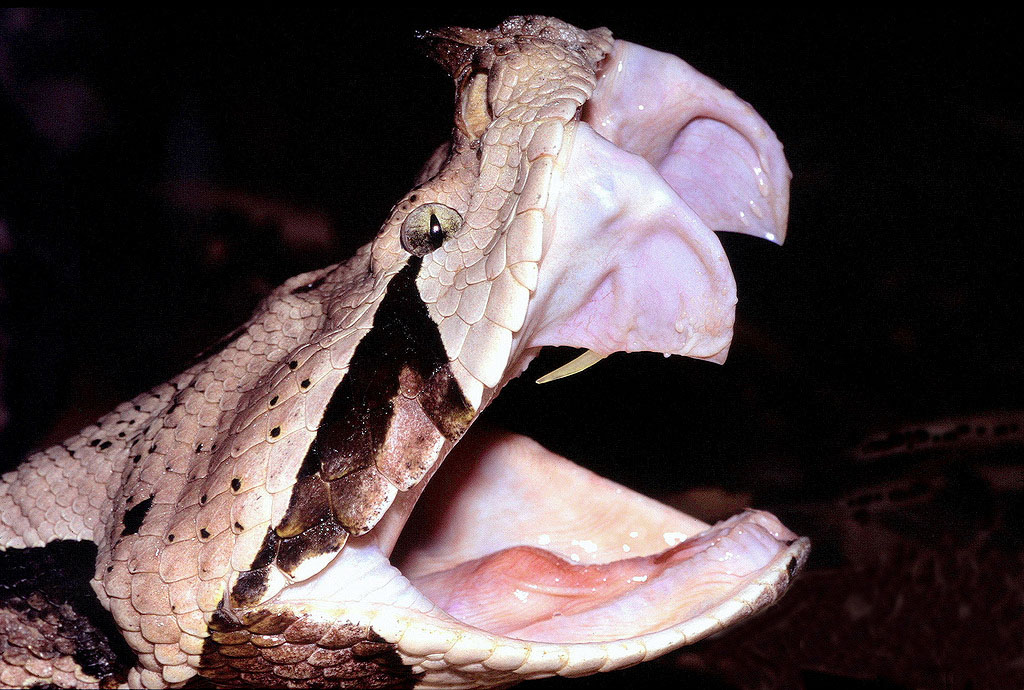
Раскрытая пасть с ядовитыми зубами

Яд гадюки обладает цитотоксической и кардиотоксической активностью, в его составе выделяют следующие ключевые токсины: аргининовую эстеразу, фосфолипазу A2, тромбин, габоназу, антитромбоцитарный компонент, габонин и два геморрагина (вызывают кровотечение): HTa и HTb. Клиническая картина при укусе аналогична таковой при нападении шумящей гадюки и других крупных близкородственных видов. На месте укуса развивается сильная и болезненная отёчность с образованием волдырей, часто в сочетании с обширным некрозом. Появляются тошнота и лихорадка. Системные последствия могут включать в себя внезапную почечную недостаточность, гипотензию, тахикардию, образование тромбов в артериях и остановку сердца. Нарушение функции свёртывающей системы крови (коагулопатия) может привести к гематурии и кровавой рвоте.
После нападения врачи рекомендуют переместиться в безопасное место, лечь и постараться не двигаться, на пострадавшую конечность полезно наложить шину с целью фиксации. Влажной тканью можно один раз аккуратно удалить остатки яда, однако любая другая обработка раны, включая прижигание, разрез и отсасывание яда, противопоказана. На месте укуса обычно развивается сильная опухоль, и по этой причине часы и ювелирные украшения вокруг него следует снять. Наиболее тяжёлые последствия могут проявиться спустя несколько часов или даже суток, и поэтому пострадавшего следует как можно быстрее доставить в медицинское учреждение и дать противоядие.